# Большевик (пароход)
«Большеви́к» — пароход российского, затем советского флота. Привлекался к военным перевозкам во время Русско-японской, Первой и Второй мировых войн. Потоплен немецкой авиацией в октябре 1941 года во время эвакуации гарнизона Одессы.

## История
Заложен в 1898 году на верфи Генри Коха в Любеке (стапельный номер 113) по заказу германского судовладельца Адольфа Кирстена из Гамбурга под названием Bianka. Судно было спущено на воду 8 ноября 1899 года, а 31 декабря передали заказчику.
Судно представляло собой однопалубный двухмачтовый сухогруз с рефрижераторной установкой. Грузоподъемность составляла 1256,95 брт. Судно имело 73,53 м в длину, 10,97 м в ширину и максимальную осадку 5,18 м. Скорость составляла 9,5 узла. На судне установили вертикальную паровую машину тройного расширения мощностью 600 л. с.
В 1903 году судно приобрела германская судоходная компания Theodor & F. Eimbcke из Гамбурга, эксплуатировавшая его под прежним названием на Дальнем Востоке.
В 1905 году судно приобрело для нужд Сибирской военной флотилии. Пароход под прежним названием совершал рейсы в Находку и Николаевск-на-Амуре.
В апреле 1906 года пароход за 200 тыс. рублей приобрело Товарищество пароходных предприятий на Дальнем Востоке. Судно под названием «Нева» было приписано к порту Владивосток и перевозило рыбу и морепродукты в Японию и Китай. В 1907 судно было зафрахтовано для работы на заграничных рейсах в Юго-Восточной Азии. В 1908 году Товарищество, испытывавшее финансовые трудности, продало «Неву» рыбопромышленнику И. И. Эриксону, а тот в 1909 году перепродал её акционерному обществу «Русское Восточно-Азиатское пароходство». В 1910 году судно было приписано к порту Одесса, а в 1914 году — к порту Рига.
13 мая 1916 года призванная по военно-судовой повинности «Нева» была зачислена в состав Балтийского флота в качестве портового судна и переименовано в «Секрет» (командир подпоручик по Адмиралтейству С. А. Гарфильд). 5 июля того же года судно причислили к транспортам и присвоили № 14.
11 сентября 1918 года судно было передано торговому флоту. В 1919 году его передали Управлению морским транспортом Балтийского моря (Балтмортран) и присвоили имя «Большевик». С сентября 1921 года пароход совершал рейсы в порты Германии. В 1922 году судно было передано в Государственное Балтийское пароходство, а в 1924 году — в Акционерное общество «Совторгфлот» с припиской к Ленинградскому порту.
В 1929 году «Большевик» перевели в Черноморо-Азовскую главную контору Совторгфлота, а в 1934 году передали в состав Черноморского морского пароходства с припиской к порту Одесса. Во время Великой Отечественной войны пароход использовался для воинских перевозок.

## Гибель
16 октября 1941 года во время эвакуации Одессы «Большевик» (капитан Э. И. Фрейман) без пассажиров и груза следовал в составе каравана в Севастополь. В районе Каркинитского залива был атакован тремя торпедоносцами. В результате попадания торпеды в кормовую часть затонул в 14:00. Погибло 16 человек, спасено 36.

…Отход частей с фронта и выход конвоя прошли настолько скрытно, что противник в течение 6 часов после оставления Одессы продолжал обстреливать передний край и бомбить порт. Только к полудню он понял, что советские войска покинули город, и бросил против флота авиацию. В этот момент головные корабли конвоя, растянувшегося на 30 миль, уже подходили к побережью Крыма. Фашистские торпедоносцы и бомбардировщики атаковали поврежденный накануне теплоход «Грузия», пароход «Большевик», следовавший без пассажиров и груза в конце конвоя, и другие суда.
Пароход «Большевик», выделявшийся своими размерами среди буксиров и других малых судов, стал объектом непрерывных воздушных налетов. В течение 5 часов светлого времени фашистские самолёты почти 60 раз атаковали израненное судно. Около 18 ч над ним появились три торпедоносца, четыре бомбардировщика и четыре истребителя. В отчаянную схватку снова вступили торпедные катера. Два истребителя занялись ими, а остальные самолёты, словно коршуны, набросились на пароход. В течение 7-10 минут они, пересекая курс судна по всем направлениям, обстреливали его из пулеметов и пушек. Затем последовала торпедная атака. Пароход удачно уклонился от удара. Но другой торпедоносец сумел поразить судно: торпеда попала в кормовую часть правого борта. Взрывом были разрушены обе переборки трюма и главная машина. Машинное отделение и кочегарку заволокло паром. Пароход начал быстро погружаться кормой. Самолёты противника продолжали атаки, пустив в ход все свои огневые средства. Бомбы рвались у обоих бортов, несколько снарядов угодили в форпик… Дифферент судна достиг угрожающего размера, киль оголился до второго трюма. Спущенные на воду шлюпки были изрешечены осколками, и команде пришлось бросаться в воду. Пароход резко накренился на правый борт и пошел ко дну. На разбитые, но ещё державшиеся на плаву шлюпки удалось подобрать 37 человек из 52 членов экипажа. Около 21 ч их приняли к себе на борт торпедные катера и утром 17 октября доставили в Ак-Мечеть.
— Вайнер Б. А.